# Grosseto
Grosseto nagyobb város Olaszországban, Toszkána régióban, Grosseto megye székhelye. Lakosainak száma 81 321 fő (2023. január 1.). Grosseto Campagnatico, Castiglione della Pescaia, Gavorrano, Roccastrada, Magliano in Toscana és Scansano községekkel határos.

## Fekvése
A régió legnagyobb megyeközpontjaként centruma mintegy 12 km-re helyezkedik el a Tirrén-tengertől, két frakciója közvetlenül a tengerparton fekszik. 

## Népessége
Itália egyesítésekor, 1861-ben 4724 lakosa volt, amely az 1990-es évekre elérte a hetvenezer főt, napjainkra pedig nyolcvankétezer fölött van. 

## Érdekesség
Olaszország azon kevés megyeszékhelyei közé tartozik, amelyek történelmi városközpontját ma is álló középkori városfal veszi körül.

## Fordítás
Ez a szócikk részben vagy egészben  a   Grosseto című olasz Wikipédia-szócikk ezen változatának fordításán alapul.  Az eredeti cikk szerkesztőit annak laptörténete sorolja fel. Ez a jelzés csupán a megfogalmazás eredetét és a szerzői jogokat jelzi, nem szolgál a cikkben szereplő információk forrásmegjelöléseként.